# 舩曵真一郎
舩曵 真一郎（ふなびき しんいちろう、1960年5月11日 - ）は、日本の実業家。MS&ADインシュアランスグループホールディングス代表取締役社長グループCEO。三井住友海上火災保険株式会社代表取締役社長、一般社団法人日本損害保険協会会長。

## 人物・経歴
東京都出身。開成高校を経て、1983年神戸大学経営学部卒業、住友海上火災保険入社。1997年住友海上火災保険営業開発部開発第一チーム課長。2000年住友海上火災保険開発営業部テレコミュニケーションズ開発チーム課長。2001年三井住友海上火災保険東京企業第二本部企業営業第一部第一課長。2004年三井住友海上火災保険自動車保険部次長兼商品開発グループ長。2006年三井住友海上火災保険自動車保険部次長（商品企画チーム長）。2007年三井住友海上火災保険商品本部自動車保険部部長（商品企画担当）。2008年三井住友海上火災保険千葉埼玉本部埼玉西支店長。2010年三井住友海上火災保険営業企画部長。2012年三井住友海上火災保険経営企画部長。
2013年三井住友海上火災保険執行役員経営企画部長。2015年三井住友海上火災保険常務執行役員東京企業第一本部長。2017年三井住友海上火災保険取締役専務執行役員、MS&ADインシュアランスグループホールディングス執行役員グループCIO グループCISO。2018年MS&ADインシュアランスグループホールディングスグループCDO兼務。2019年MS&ADインシュアランスグループホールディングス専務執行役員。2020年三井住友海上火災保険取締役副社長執行役員、MS&ADインシュアランスグループホールディングス執行役員グループCDO。2021年三井住友海上火災保険代表取締役社長、日本損害保険協会副会長。2024年6月MS&ADインシュアランスグループホールディングス代表取締役社長グループCEO。2025年日本損害保険協会会長。